# 桑博恩縣 (南達科他州)
桑博恩縣（英語：Sanborn County）是美國南達科他州東部的一個縣。面積5,105平方公里。根据美國2000年人口普查，共有人口2,519人。縣治文索基特（Woonsocket）。
成立於1883年3月9日。縣名紀念在準州東部開發鐵路的喬治·W·桑博恩。